# Самуаз, Матисс
Мати́сс Самуа́з (фр. Matisse Samoise; род. 21 ноября 2001 года, Бельгия) — бельгийский футболист, полузащитник клуба «Гент»

## Клубная карьера
Самуаз — воспитанник клуба «Гент». 29 сентября 2020 года в поединке Лиги чемпионов против киевского «Динамо» Матисс дебютировал за основной состав. 4 октября в матче против «Беерсхота» он дебютировал в Жюпиле лиге. В этом же поединке Матисс забил свой первый гол за «Гент».